# Rozvedená
Rozvedená (angl. The Divorcee) je dramatický snímek režiséra Roberta Z. Leonarda z roku 1930 s Normou Shearer v hlavní roli. Film byl natočen na základě novely Ex-Wife od Katheriny Ursuly Parrott z roku 1929. Film byl nominován na čtyři Oscary. Vyhrál jednoho a to v kategorii nejlepší ženský herecký výkon pro Normu Shearer.

## Děj
Jerry (Norma Shearer) a Ted (Chester Morris) jsou mladí a zasnoubení. Na večírku oznámí přátelům, včetně Paula (Conrad Nagel), že se vezmou. Jelikož Paul je dlouhá léta do Jerry zamilovaný, zpráva ho nepotěší a on se opije. Přátelé ho žádají, aby auto neřídil, ale on neposlouchá. Jeho nerozvážnost způsobí nehodu, při které zraní Helen (Florence Eldridge). Ta má celoživotní následky. V den svatby Jerry a Tedyho se Paul ožení s Helen.
Uplynou tři roky, když Jerry a Ted slaví výročí. Je to těsně předtím, než má odjet do Chicaga. Pozvou přátelé a mezi nimi se objeví i provokativní Janice (Mary Doran). Když Jerry zjišťuje, že Ted s ní měl poměr, zaráží ji to. Sice měli před uzavřením sňatku domluvu, že budou udržovat mezi sebou dosti liberální vztah, nemůže však popřít, že se cítí zraněna. Když nakonec Ted odjíždí na služební cestu, Jerry má poměr s jeho kamarádem Donem (Robert Montgomery).
Po návratu z týdenní cesty se Ted dozvídá od manželky, že má aféru s jiným mužem. Ješitnost a zraněné ego nedovolí Tedovi jít s Jerry dál cestou životem, a tak požádají o rozvod. Ted se však nedozví, kdo oním mužem je. Jerry ten vztah přeruší a Don vycestuje do ciziny.
Svobodná Jerry se snaží sblížit s mnoha muži, avšak ani jeden ji neoslovuje natolik, jako Ted. Zoufalá cestuje vlakem do New Yorku, ve kterém potkává dávného přítele Paula. Ten ji zve na svoji jachtu, kde spolu tráví dovolenou, a kde ji Paul požádá o ruku. Pořád je však ženatý s Helen, která mu dala svolení k rozvodu. Navrhuje Jerry odjezd do Japonska, kde se mu naskytla dobrá pracovní nabídka. Když však k ní domů přichází zdrcená Helen, Jerry nakonec ustoupí a odmítne si Paula vzít. Někde uvnitř pořád miluje Teda. Na radu svých přátel odjíždí do Paříže, aby požádala bývalého manžela o odpuštění.
Závěr filmu je doprovázen scénkou z oslav příchodu nového roku, v průběhu kterých se Jerry smiřuje s Tedem a nakonec pečetí své city polibkem.

## Obsazení
| Norma Shearer     | Jerry Martin    |
| Chester Morris    | Ted Martin      |
| Conrad Nagel      | Paul            |
| Robert Montgomery | Don             |
| Mary Doran        | Janice Meredith |
| Florence Eldridge | Helen Baldwin   |

## Produkce
Film se natáčel 22 dní a studio MGM nemuselo žádné scény opravovat.

## Ocenění

### Oscar
- Nejlepší herečka – Norma Shearer (cena)
- Nejlepší film – Metro-Goldwyn-Mayer (nominace)
- Nejlepší režie – Robert Z. Leonard (nominace)
- Nejlepší scénář – John Meehan (nominace)